# Умелое
Уме́лое (до 1948 года Аргынчи́к; укр. Уміле, крымскотат. Arğınçıq, Аргъынчыкъ) — исчезнувшее село (посёлок) в Белогорском районе Республики Крым, на территории Мельничного сельсовета. Располагалось на севере района, в степном Крыму в безымянной маловодной балке, в 4 километрах от сёл: к востоку от Долиновки и к западу от Лугового.

## История
Первое документальное упоминание села встречается в Камеральном Описании Крыма… 1784 года, судя по которому, в последний период Крымского ханства Аргынджик входил в Кучук Карасовский кадылык Карасубазарского каймаканства. После присоединения Крыма к России (8) 19 апреля 1783 года, (8) 19 февраля 1784 года, именным указом Екатерины II сенату, на территории бывшего Крымского Ханства была образована Таврическая область и деревня была приписана к Левкопольскому, а после ликвидации в 1787 году Левкопольского — к Феодосийскому уезду Таврической области. После Павловских реформ, с 1796 по 1802 год, входила в Акмечетский уезд Новороссийской губернии. По новому административному делению, после создания 8 (20) октября 1802 года Таврической губернии, Аргинчик был включён в состав Уроскоджинской волости Феодосийского уезда.
Согласно Ведомости о числе селений, названиях оных, в них дворов… состоящих в Феодосийском уезде от 14 октября 1805 года, в деревне Аргинчик числилось 8 дворов и 106 жителей, исключительно крымских татар. На военно-топографической карте генерал-майора Мухина 1817 года Арганчик записан, как Караклы-Арганчик и обозначен пустующим. На карте 1836 года в деревне 27 дворов, как и на карте 1842 года.
В «Списке населённых мест… 1864 года» деревня не записана, а на трёхверстовой карте Шуберта 1865—1876 года в Арганчике обозначено 9 дворов.
Деревня опустела ввиду эмиграции крымских татар в Османскую империю. Впоследствии, в 1883 году, деревню возобновили, на 1242 десятинах земли, немецкие колонисты — лютеране и католики и в «Памятной книге Таврической губернии 1889 года» по результатам Х ревизии 1887 года записан Аргинчик, как ещё не приписанный к Зуйской волости, с 8 дворами и 45 жителями.
После земской реформы 1890 года Аргинчик отнесли к Табулдинской волостии. По «…Памятной книжке Таврической губернии на 1902 год» в деревне Арганчик, входившей в Алексеевское сельское общество, числилось 45 жителей в 6 домохозяйствах. На 1911 год в деревне числилось 95 жителей. По Статистическому справочнику Таврической губернии. Ч.II-я. Статистический очерк, выпуск шестой Симферопольский уезд, 1915 год, в деревне Аргинчик (Дмитриевка) Табулдинской волости Симферопольского уезда числилось 7 дворов с русским населением в количестве 91 человек приписных жителей и 56 — «посторонних», из которых 89 мужчин и 58 женщин. Жители владели 1232 десятинами удобной земли. В хозяйствах имелось 84 лошади, 50 волов, 44 коровы и 4000 голов мелкого скота (овец). На 1917 год в селении действовала православная церковь Симферопольского благочиния. К 1919 году, видимо, вследствие царивших во время Первой мировой войны антинемецких настроений, из-за чего немцы вынуждены были покидать деревню, сократилось до 100.
После установления в Крыму Советской власти, по постановлению Крымревкома от 8 января 1921 года была упразднена волостная система и село вошло в состав вновь созданного Карасубазарского района Симферопольского уезда, а в 1922 году уезды получили название округов. 11 октября 1923 года, согласно постановлению ВЦИК, в административное деление Крымской АССР были внесены изменения, в результате которых округа ликвидировались, Карасубазарский район стал самостоятельной административной единицей и село включили в его состав. Согласно Списку населённых пунктов Крымской АССР по Всесоюзной переписи 17 декабря 1926 года, в селе Аргинчик (Дмитриевка), центре упразднённого к 1940 году Аргинчикского сельсовета Карасубазарского района, числилось 26 дворов, из них 21 крестьянский, население составляло 113 человек, из них 106 русских, 5 немцев, 2 украинцев, действовала русская школа. В 1929 году в селе образован колхоз имени Фрунзе. Постановлением ВЦИК от 10 июня 1937 года был образован новый, Зуйский район, в который вошло село.
Вскоре после начала Великой Отечественной войны, 12 августа 1944 года было принято постановление № ГОКО-6372с «О переселении колхозников в районы Крыма» и в сентябре 1944 года в район приехали первые новоселы (212 семей) из Ростовской, Киевской и Тамбовской областей, а в начале 1950-х годов последовала вторая волна переселенцев из различных областей Украины. С 25 июня 1946 года Аргинчик в составе Крымской области РСФСР. Указом Президиума Верховного Совета РСФСР, от 18 мая 1948 года, Арганчик (или Аргинчик) был переименован в Умелое. 26 апреля 1954 года Крымская область была передана из состава РСФСР в состав УССР, в том же году колхозы сельсовета объединены в колхоз «За мир» с центральной усадьбой в Мельничном. После ликвидации в 1959 году Зуйского района, село включили в состав Белогорского. На 15 июня 1960 года село числилось в составе Мельничного сельсовета. Село упразднили между 1968 и 1977 годами.

### Динамика численности населения
| - 1805 год — 106 чел. - 1889 год — 45 чел. - 1902 год — 45 чел. - 1911 год — 95 чел. | - 1915 год — 91/56 чел. - 1919 год — 100 чел. - 1926 год — 113 чел. |